# Notation Forsyth-Edwards
Pour les articles homonymes, voir FEN.

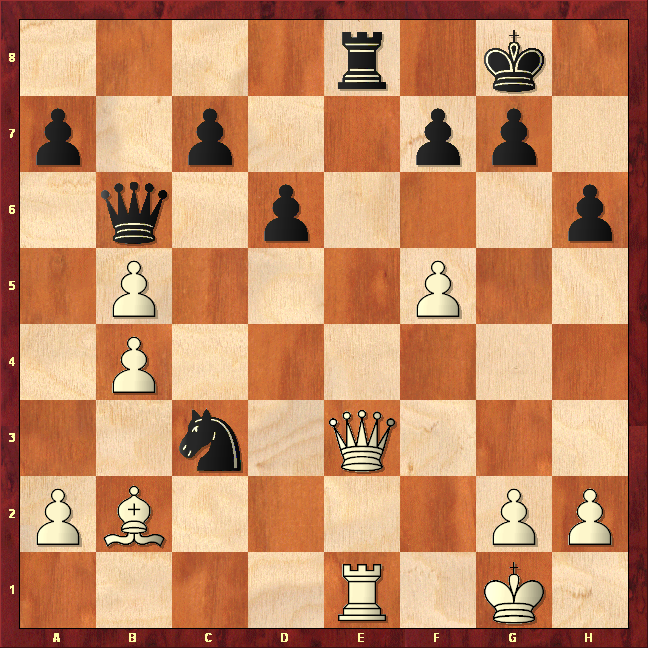
Cette position du jeu d'échecs s'écrit '4r1k1/p1p2pp1/1q1p3p/1P3P2/1P6/2n1Q3/PB4PP/4R1K1 w - - 0 1' en notation FEN.

Au jeu d'échecs, la notation Forsyth-Edwards (en anglais, Forsyth-Edwards Notation : FEN) sert à noter la position des pièces sur l'échiquier.
La notation dérive d'une autre mise au point par le journaliste écossais David Forsyth. Son système est devenu populaire au XIXe siècle. Steven J. Edwards l'a prolongé pour qu'elle soit reconnue par les ordinateurs. Elle fait partie des notations dites génériques, puisqu'elle peut représenter toutes position des pièces sur un échiquier. Ce type de notation est essentiel pour les échecs exotiques, tels les échecs aléatoires Fischer où la position initiale diffère de la position traditionnelle. Elle ne permet pas de décider si une partie est nulle par la répétition de la même position trois fois de suite. Il existe cependant des notations qui permettent d'éliminer cet inconvénient.

## Description
Un enregistrement FEN définit une position particulière, il est écrit sur une seule ligne en utilisant seulement les caractères ASCII. Un fichier texte contenant de tels enregistrements devrait avoir l'extension « .fen ».
Cette notation est d'origine anglaise, où les pièces sont nommées rook (tour), knight (cavalier), bishop (fou), queen (dame), king (roi) et pawn (pion). Pour cette raison, leur nom est souvent abrégé par « RNBQKP » en anglais. De plus, en anglais, blanc se dit white (w), alors que noir se dit black (b).
Un enregistrement contient 6 champs. Le séparateur est l'espace. Les champs sont :
1. Position des pièces vue du côté des blancs. Chaque rangée est décrite de la rangée 8 à la rangée 1. 
Dans chaque rangée, le contenu est décrit de la colonne a à la colonne h. 
Les pièces blanches sont symbolisées par des lettres majuscules (« KQRBNP »), les noires par des minuscules (« kqrbnp »). Les cases vides successives sont notées par un nombre (de 1 à 8). 
Une barre oblique « / » sépare les rangées ;
2. Trait : « w » s'il est aux blancs, « b » s'il est aux noirs ;
3. Roques encore possibles. Utiliser une combinaison de plusieurs lettres : « K » (les blancs peuvent du côté roi [petit roque]), « Q » (les blancs peuvent du côté dame [grand roque]), respectivement « k » et « q » pour les noirs. Si aucun des adversaires ne pourra plus roquer (définitivement) : « - » ;
4. Case d'une prise en passant possible en notation algébrique. Si un pion vient de se déplacer de 2 pas, c'est la position « derrière » le pion. Sinon inscrire « - » ;
5. Demi-coups : le nombre de demi-coups depuis la dernière capture ou le dernier mouvement de pion. Cela permet de savoir si la partie est nulle selon la règle des 50 coups ;
6. Coups : le nombre de coups complets. Il commence à 1 et est incrémenté de 1 après le coup des noirs.

## Exemples
En partant de la position initiale du jeu traditionnel :
rnbqkbnr/pppppppp/8/8/8/8/PPPPPPPP/RNBQKBNR w KQkq - 0 1
Ceci est une figuration des 8 rangées de l'échiquier en commençant par le haut, séparées par des « / » :
- les pièces noires (« rnbqkbnr »)
- les pions noirs (« pppppppp »)
- 4 rangées vides donc avec le nombre 8 pour 8 cases vides (« 8/8/8/8 »)
- pions blancs (« PPPPPPPP »)
- pièces blanches (« RNBQKBNR »)

suivi d'informations complémentaires (séparateur = espace) :
- trait aux blancs (« w »)*
- roques possibles (« KQkq »)
- case en passant (« - »)
- comptage des coups (« 0 1 »)

Après le coup 1. e4 :
rnbqkbnr/pppppppp/8/8/4P3/8/PPPP1PPP/RNBQKBNR b KQkq e3 0 1
les deux champs des noirs ne sont pas modifiés, les deux rangées suivantes non plus, la rangée 4 devient 4P3 : horizontalement 4 cases vides, un pion blanc P,
3 cases vides. PPPP1PPP : la case quittée du pion est vide donc à 1. C'est aux noirs de jouer donc b.
Après le coup 1. ... c5 :
rnbqkbnr/pp1ppppp/8/2p5/4P3/8/PPPP1PPP/RNBQKBNR w KQkq c6 0 2
Après le coup 2. Cf3 :
rnbqkbnr/pp1ppppp/8/2p5/4P3/5N2/PPPP1PPP/RNBQKB1R b KQkq - 1 2